# Жилая Тамбица
Жилая Тамбица — река в России, протекает по Пудожскому району Карелии. Река вытекает из озера Нижнее Тамбичозеро. Устье реки находится в 18 км по правому берегу реки Пяльмы. Длина реки составляет 44 км, площадь водосборного бассейна 291 км².

## Физико-географическая характеристика
Река протекает через посёлок Тамбицы.
- В 20 км от устья, по правому берегу реки впадает река Шардома.
- В 16 км от устья, по левому берегу реки впадает река Туна.

К бассейну реки относится также озеро Верхнее Тамбичозеро.

## Данные водного реестра
По данным государственного водного реестра России относится к Балтийскому бассейновому округу, водохозяйственный участок реки — Бассейн Онежского озера без рр. Шуя, Суна, Водла и Вытегра, речной подбассейн реки — Свирь (включая реки бассейна Онежского озера). Относится к речному бассейну реки Нева (включая бассейны рек Онежского и Ладожского озера).
Код объекта в государственном водном реестре — 01040100612102000016027.

## Фотографии
|  |  |